# Wilhelm Müller (poeta)

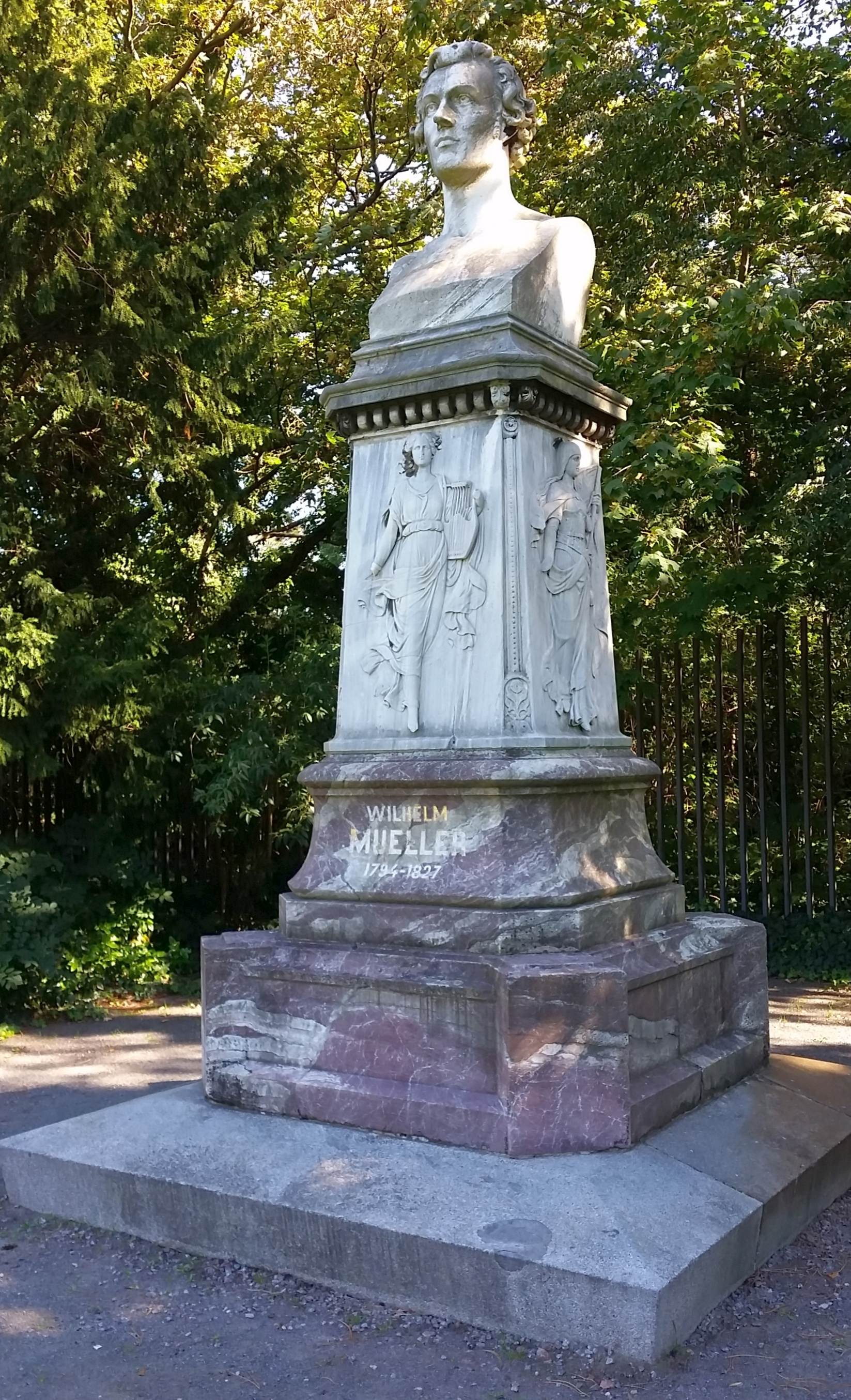
Pomnikw parku miejskim w Dessu

Johann Ludwig Wilhelm Müller (ur. 7 października 1794 w Dessau, zm. 1 października 1827 tamże) – niemiecki poeta. Ojciec Maxa Müllera.
Wilhelm Müller znany jest przede wszystkim jako autor wierszy, do których Franz Schubert napisał swoje dwa wielkie cykle pieśniowe: Piękną młynarkę i Podróż Zimową.